# اوخناگین خورلسوخ
اوخناگین خورلسوخ (به مغولی: Ухнаагийн Хүрэлсүх، Uhnágín Hürelszüh) (زاده ۱۴ ژوئن ۱۹۶۸) ششمین و رئیس‌جمهور فعلی مغولستان است که دورهٔ ریاست‌جمهوری خود را در ۲۵ ژوئن ۲۰۲۱ پس از پیروزی در انتخابات ریاست‌جمهوری ۲۰۲۱ مغولستان آغاز کرد. او از اکتبر ۲۰۱۷ تا ژانویه ۲۰۲۱ نخست‌وزیر بود و چهار بار در سال‌های ۲۰۰۰، ۲۰۰۴، ۲۰۱۲ و ۲۰۲۰، نمایندهٔ پارلمان مغولستان بوده‌است.
خورلسوخ پیش از تصدی نخست‌وزیری مغولستان از سال ۲۰۰۴ تا ۲۰۰۶ به‌عنوان وزیر شرایط اضطراری، از سال ۲۰۰۶ تا ۲۰۰۸ به‌عنوان وزیر بازرسی حرفه‌ای و بین سال‌های ۲۰۱۴ تا ۲۰۱۷ در دو دوره معاون نخست‌وزیر مغولستان بوده‌است. همچنین او از سال ۲۰۰۸ تا ۲۰۱۲ و از سال ۲۰۱۷ تا ۲۰۲۱ دبیرکل و رئیس حزب خلق مغولستان بوده‌است.

## پیشینه
خورلسوخ در یک خانوادهٔ راننده در اولان‌باتور مغولستان متولد شد. پدر او اوخنا در استان خنتی به دنیا آمده‌است و باعث شد خورلسوخ زادگاه پدرش را به‌عنوان حوزهٔ انتخابیه خود انتخاب کند. در مصاحبه‌ای که خورلسوخ برای تی‌وی۲۵ انجام داد، اظهار داشت که پدرش در استان گاوی-آلتای با مادرش ملاقات کرد و او مشغول چاه‌سازی بود. سپس این زوج به اولان‌باتور پایتخت مغولستان جایی که خورلسوخ به دنیا آمده نقل مکان کردند. قبل از تولد او پدر و خواهر بزرگترش، یک تبر برنزی کوچک کنار یک چشمهٔ آب گرم پیدا کردند و بدین‌ترتیب خانواده نام نوزاد تازه متولد شده را خورلسوخ که در لغت به معنای «تبر برنزی» است گذاشتند. خورلسوخ یک برادر و خواهر بزرگتر، و دو برادر کوچکتر دارد که اکثر آن‌ها راننده هستند.

### تحصیلات
خورلسوخ در سال ۱۹۸۵ موفق به تکمیل تحصیلات دبیرستانی شد و در سال ۱۹۸۵ از دانشگاه دفاع با گرایش مطالعات سیاسی فارغ‌التحصیل شد. همچنین او در رشتهٔ مدیریت عمومی در انستیتوی مدیریت دولتی و مدیریت توسعه و حقوق در دانشگاه ملی مغولستان تحصیل نموده و فارغ‌التحصیل شده‌است.

### پیشه نظامی
خورلسوخ از سال ۱۹۸۹ تا ۱۹۹۰ به‌عنوان معاون سیاسی در واحد ۱۱۵۲ ارتش خلق مغولستان خدمت کرد. همچنین او دارای درجهٔ سرهنگی می‌باشد. او اولین افسر نظامی مغولستانی بود که در سال ۱۹۹۰ برای حفظ عضویت حزب خود زمانی که دولت به‌دنبال جداکردن عضویت حزب از دفاتر مختلف (عمومی) بود از سمت خود استعفا کرد.

## زندگی سیاسی

### آغاز ۱۹۸۹–۲۰۰۰
خورلسوخ در اوایل دههٔ ۹۰ به‌عنوان افسر سیاسی در کمیتهٔ مرکزی حزب انقلابی خلق مغولستان مشغول‌به‌کار شد. او یکی از جوان‌ترین افسران کمیتهٔ مرکزی بود. همچنین خورلسوخ در سال ۱۹۹۴ به‌عنوان مشاور در دبیرخانهٔ گروه پارلمانی حزب انقلابی خلق مغولستان منصوب و خدمت کرد. پس از کار در آنجا تا سال ۱۹۹۶، درجات بیشتری را طی کرد و مدیر کل مرکز توسعهٔ جوانان حزب شد. او فدراسیون جوانان سوسیالیست دموکراتیک مغولستان که اکنون اتحادیه جوانان سوسیال دموکراسی مغولستان است را در سال ۱۹۹۷ راه‌اندازی کرد و تا سال ۲۰۰۵ سرپرستی آن را بر عهده‌داشت. همچنین ریاست این حزب مسبب شد که او را رهبر حزب به‌اصطلاح «جناح جوانان» بنامند.
خورلسوخ در دههٔ ۱۹۹۰ با ساماندهی تظاهرات و اعتصابات غذا در مخالفت با موقعیت‌های سیاسی جاری در آن زمان توجه مردم را نسبت به خود جلب کرد.

### ترقی ۲۰۰۰–۲۰۱۶
در سال ۲۰۰۰، خورلسوخ برای عضویت در پارلمان نامزد شد و دو دورهٔ متوالی در خورال کبیر مغولستان پیروز و خدمت کرد. خورلسوخ در حالی که دومین دوره خود را به‌عنوان نماینده مجلس سپری می‌کرد، در سال‌های ۲۰۰۴–۲۰۰۶ به عنوان وزیر شرایط اضطراری و در سال‌های ۲۰۰۶–۲۰۰۸ وزیر بازرسی حرفه‌ای شد. او در سال ۲۰۰۷، انجمن چپ‌گرای مغولستان را که یک سازمان غیردولتی بود و از حزب خلق مغولستان حمایت می‌کرد را تأسیس کرد.
خورلسوخ در حزب خود نیز موفق بود و به مدت هشت سال، از سال ۲۰۰۰ به عضویت هیئت حاکمه حزب انقلابی خلق مغولستان انتخاب شد. همچنین در سال ۲۰۰۸ به اتفاق آرا به عنوان دبیرکل حزب انتخاب شد. خورلسوخ تا سال ۲۰۱۲ به‌عنوان دبیرکل خدمت کرد و پس از استعفای خود از این سمت کنار رفت.
خورلسوخ در سال ۲۰۱۲ برای سومین بار به‌عنوان نماینده مجلس انتخاب شد. او در سال ۲۰۱۳ به‌عنوان معاون نخست‌وزیر مغولستان منصوب شد و به مدت چهار سال در این سمت خدمت کرد تا اینکه در سال ۲۰۱۷ به‌عنوان نخست‌وزیر مغولستان انتخاب گردید. او در سال ۲۰۱۷ به‌عنوان مدافع کاهش خطر فاجعه سازمان ملل متحد انتخاب شد.

### نخست‌وزیری ۲۰۱۷–۲۰۲۱
پارلمان مغولستان در اکتبر ۲۰۱۷ نامزدی خورلسوخ را به‌عنوان سی‌امین نخست‌وزیر مغولستان تأیید کرد. خورلسوخ جانشین جرگلتوگین اردنبات شد که در سپتامبر ۲۰۱۷ به‌دلیل اتهامات فساد و بی‌کفایتی از سمت خود کنار رفت. همچنین او در جلسهٔ تأیید صلاحیت خود چنین گفت:
«کابینهٔ من دوباره عدالت را نشان خواهد داد.»
یکی از بزرگ‌ترین پروژه‌های خورلسوخ، کارخانه پالایش نفت در استان دارناگاوی مغولستان است. این پالایشگاه نفت که با حمایت هند تأسیس شده‌است، قادر به فرآوری ۱٫۵ میلیون تن نفت خام در سال یا ۳۰٬۰۰۰ بشکه در روز خواهد بود که برای تأمین نیازهای داخلی کافی است.
او کمک‌های قابل توجهی به روابط خارجی مغولستان کرده‌است. خورلسوخ در آوریل ۲۰۱۸، طی یک سفر رسمی به چین، ۱۱ توافق‌نامه دوجانبه به ارزش ۴۵۰ میلیون دلار از جمله یک پیمان همکاری اقتصادی و تکنولوژی به ارزش ۳۱۵ میلیون دلار امضا کرد.

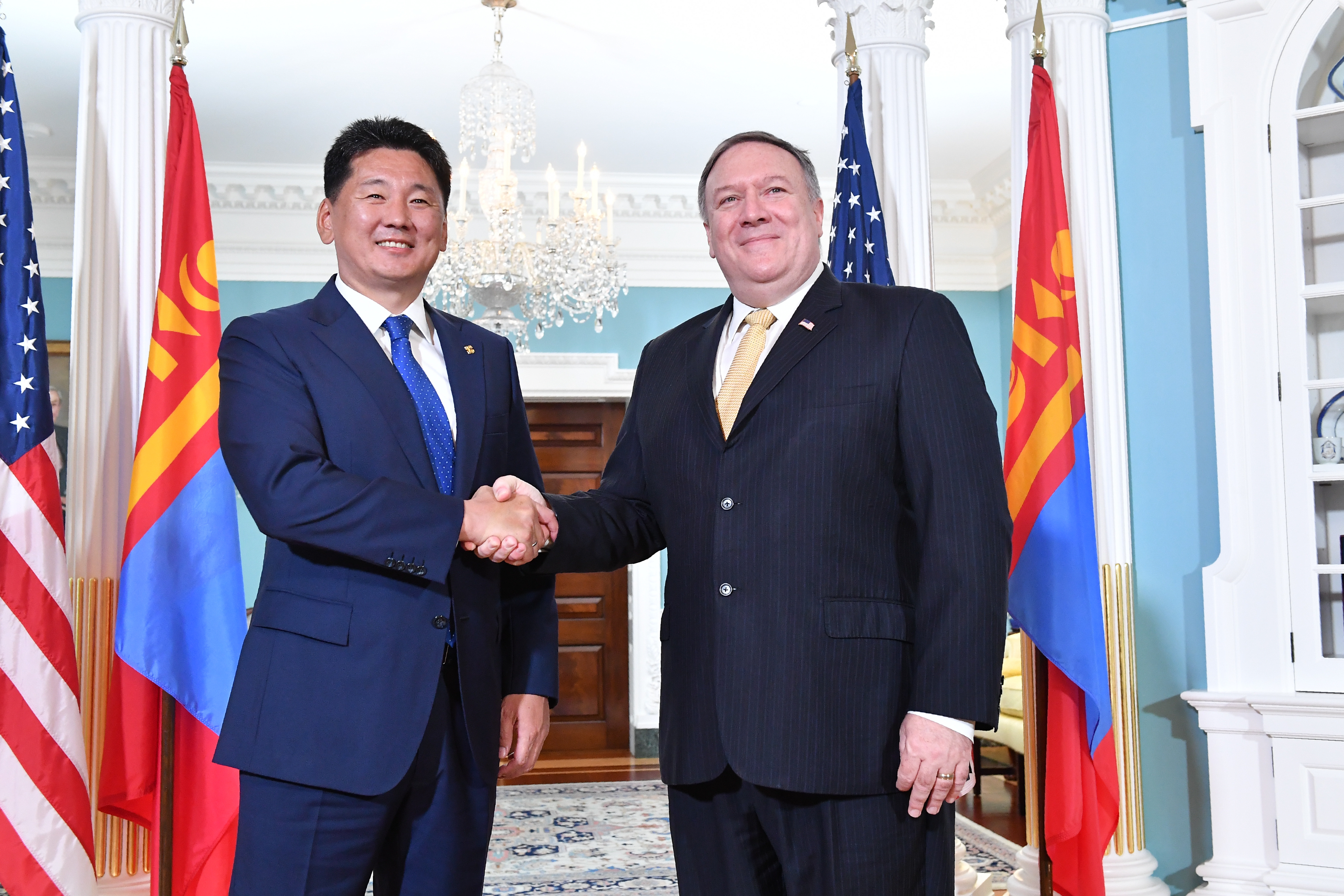
دیدار خورلسوخ و مایک پمپئو در ۲۰۱۸

سفر نخست‌وزیر مغولستان به ایالات متحده آمریکا در سپتامبر ۲۰۱۸ سطوح همکاری بین دو کشور را به گسترش مشارکت فراگیر ارتقا داد و یک سال بعد راه را برای تبدیل‌شدن مغولستان و ایالات متحده به شرکای استراتژیک هموار کرد. خورلسوخ در طول این سفر تاریخی با مایک پمپئو وزیر امور خارجه دیدار کرد تا قرارداد ۳۵۰ میلیون دلاری شرکت چالش هزاره آب مغولستان را امضا کند.
او همچنین به‌عنوان میانجی بین ژاپن و کره شمالی خدمت کرده‌است. خورلسوخ در دسامبر ۲۰۱۸ یک سفر رسمی به ژاپن داشت و با نخست‌وزیر شینزو آبه دیدار کرد تا همکاری دوجانبه نزدیک را به‌عنوان بخشی از نشست سران ژاپن و مغولستان تکرار کند. پس از نشست سران، امضای تفاهم‌نامه همکاری بین وزارت محیط زیست ژاپن و وزارت محیط زیست و گردشگری مغولستان در زمینه همکاری‌های زیست‌محیطی با حضور سران دو کشور و بیانیه مشترک ژاپن و مغولستان صورت گرفت. و بیانیه «برنامه اقدام میان مدت ژاپن و مغولستان برای یک مشارکت استراتژیک» نیز صادر شد. دو طرف همچنین دربارهٔ فرودگاه بین‌المللی اولان‌باتور جدید گفتگو کردند.
همچنین خورلسوخ به روابط دوجانبه با کره جنوبی کمک کرده و کره جنوبی را به‌عنوان یکی از اولین سفرهای رسمی خود به خارج از کشور انتخاب کرده بود. در ژانویه ۲۰۱۸، خورلسوخ سه روز را در کره جنوبی به همراه ۷ وزیر کابینه گذراند و با مون جه-این این رئیس‌جمهور کره جنوبی و لی ناک-یون نخست‌وزیر کره جنوبی دیدار کرد.
خورلسوخ به نمایندگی از دولت مغولستان در هفتاد و سومین نشست مجمع عمومی سازمان ملل متحد در بحث عمومی برای طرح موضوعاتی مانند نابرابری، حقوق بشر و تغییرات آب و هوایی صحبت کرد.
کمی بیش از یک سال پس از انتصاب خورلسوخ به سمت نخست‌وزیری، در بحبوحه رسوایی فسادی که سیاستمداران بلندپایه را درگیر کرده بود، خورلسوخ از یک رأی عدم اعتماد جان سالم به در برد. همچنین خورلسوخ در یک جلسه شورا خواستار کناره‌گیری چندین مقام عالی‌رتبه به دلایل مختلف از جمله بی‌کفایتی شد که در نتیجه رأی به برکناری او از قدرت انجامید.
خورلسوخ حزب خلق مغولستان را در انتخابات پارلمانی در ۲۴ ژوئن ۲۰۲۰ قاطعانه به سمت پیروزی رهبری کرد. او در مبارزات انتخاباتی خود خاطرنشان کرد که مغولستان از روسیه به کشوری مستقل از انرژی تبدیل خواهد شد. او و حزبش به خاطر کاهش موفقیت‌آمیز آلودگی هوا در پایتخت کشور، حمایت از اصلاحات قانون اساسی و ایمن نگهداشتن کشور از همه‌گیری کووید-۱۹ مورد تحسین هستند. او در ۲۱ ژانویه ۲۰۲۱ از سمت خود استعفا داد و دلیل آن اعتراضات خیابانی به نقص خدمات بهداشت عمومی بود. همچنین او به‌عنوان نماینده پارلمان، به نمایندگی از استان خنتی در خورال کبیر مغولستان ادامه داد.

## وظایف حزبی
خورلسوخ فعالیت سیاسی خود را به‌عنوان یک افسر سیاسی در کمیته مرکزی حزب انقلابی خلق مغولستان در سال ۱۹۹۱ آغاز کرد. او بین سال‌های ۱۹۹۴ و ۱۹۹۶ به‌عنوان مشاور دبیرخانه فراکسیون حزب انقلابی خلق مغولستان در پارلمان مغولستان کار کرد. او یکی از چهره‌های پیشرو در داخل حزب بود که اصلاحات نهادی سازمان جوانان حزب انقلابی خلق مغولستان را آغاز کرد و به اجرا گذاشت. او فدراسیون جوانان سوسیالیست دموکراتیک مغولستان را توسط حزب انقلابی خلق مغولستان تأسیس کرد و دو بار بین سال‌های ۱۹۹۷ و ۱۹۹۹ و در سال‌های ۲۰۰۰–۲۰۰۵ به‌عنوان رئیس خدمت کرد. در سال ۲۰۰۰، او به عضویت هیئت‌مدیره حزب انقلابی خلق مغولستان که نهاد اصلی تصمیم‌گیری حزب بود، انتخاب شد.
در سال ۲۰۰۸، خورلسوخ به‌عنوان دبیرکل حزب انقلابی خلق مغولستان انتخاب شد. همچنین در سال ۲۰۱۰، خورلسوخ تحت رهبری سوخباتورین باتبولد، رئیس حزب انقلابی خلق مغولستان و با تشریک مساعی همکاران هم‌فکر حزبی، از روند بازگرداندن نام اصلی حزب، «حزب خلق مغولستان» دفاع کرد که در سال ۱۹۲۴ به توصیه کمینترن به «حزب انقلابی خلق مغولستان» تغییر یافت تا همبستگی با احزاب سوسیالیست آن زمان را نشان دهد.

### مبارزات انتخاباتی ریاست‌جمهوری ۲۰۲۱
در ۲ مه، حزب خلق مغولستان خورلسوخ را به‌عنوان نامزد خود برای انتخابات ریاست‌جمهوری در ۹ ژوئن معرفی کرد. در ۲۴ مه، خورلسوخ مبارزات رسمی خود را از استان خنتی آغاز کرد. گفتنی است پیش از انتخابات، خورلسوخ به‌عنوان محبوب‌ترین سیاستمدار در این کشور انتخاب شده بود.

## ریاست‌جمهوری ۲۰۲۱ تا کنون

### انتصاب
او در ۲۵ ژوئن ۲۰۲۱ در ساعت ۱۱:۴۰ صبح پس از ادای احترام به مجسمهٔ چنگیز خان در تالار بزرگ کاخ دولت به ریاست‌جمهوری مغولستان منصوب شد.

### اقدامات عمومی
او در ۴ ژوئیه ۲۰۲۱ در اولین پرواز طی مراسم افتتاحیهٔ فرودگاه بین‌المللی چنگیز خان شرکت کرد.

### گماردگان ریاست‌جمهوری
در ۲۵ ژوئن، خورلسوخ فرمانی مبنی بر انتصاب یا سودباتور به‌عنوان رئیس دفتر رئیس‌جمهور و جادامبین انخبایار به‌عنوان دبیر شورای امنیت ملی صادر کرد.

## زندگی شخصی
خورلسوخ متأهل و دارای دو دختر است. همسر او معلم مهد کودک و دختر بزرگش مدرس حقوق بشر در دانشگاه می‌باشد. او نواختن گیتار را دوست می‌دارد. همچنین او از طرفداران مشتاق موتور سیکلت است و به همین‌منظور باشگاه هواداران هارلی دیویدسن را در مغولستان تأسیس کرد.